# Mimocaris
Mimocaris is een geslacht van kreeftachtigen uit de klasse van de Malacostraca (hogere kreeftachtigen).

## Soort
- Mimocaris heterocarpoides Nobili, 1903